# Bobby Vinton
Bobby Vinton, (Stanley Robert Vinton, Jr.), (Canonsburg, Pennsylvania, 16. travnja 1935.), američki pjevač, koji je započeo karijeru 1959. s pjesmom  "First Impression". Postaje slavan sa skladbom  "Roses Are Red" iz 1962. U periodu od 1962. do 1980. imao je 47 pjesama koje su se našle na američkoj ljestvici Billboard Hot 100. Poznata mu je i pjesma "Sealed with a kiss" dok se njegova pjesma "Blue Velvet" može čuti u filmu Plavi baršun redatelja Davida Lyncha.

## Diskografija (izbor)
- 1962.: Roses Are Red (My Love) (US #1)
- 1963.: Blue On Blue (US #3)
- 1963.: Blue Velvet (US #1)
- 1963.: There! I've Said It Again (US #1)
- 196.4: My Heart Belongs To Only You (US #9)
- 1964.: 'Mr. Lonely (US #1)
- 1967.: Please Love Me Forever (US #6)
- 1968.: I Love How You Love Me (US #9)
- 1974.: My Melody Of Love (US #3)

## Albumi
- 1961.: Dancing at the Hop
- 1961.: Bobby Vinton Plays for His Li'l Darlin's
- 1962.: Roses Are Red (US #5)
- 1962.: Bobby Vinton Sings the Big Ones (US #137)
- 1963.: The Greatest Hits of the Golden Groups
- 1963.: Blue on Blue  (US #10)
- 1964.: There! I've Said It Again (US #8)
- 1964.: Tell Me Why (US #31)
- 1964.: A Very Merry Christmas (US #13)
- 1964.: Mr. Lonely (US #18)
- 1965.: Bobby Vinton Sings for Lonely Nights (US #116)
- 1965.: Drive-In Movie Time
- 1966.: Bobby Vinton Sings Satin Pillows and Careless (US #110)
- 1966.: Live at the Copa
- 1966.: Country Boy
- 1967.: Bobby Vinton Sings the Newest Hits
- 1967.: Please Love Me Forever (US #41)
- 1968.: Take Good Care of My Baby (US #164)
- 1968.: I Love How You Love Me (US #21)
- 1969.: Vinton (US #69)
- 1970.: My Elusive Dreams (US #90)
- 1970.: Sounds of Love (on sax)
- 1972.: Ev'ry Day of My Life (US #72)
- 1972.: Sealed With a Kiss (US #77)
- 1974.: Melodies of Love (US #16)
- 1974.: With Love (US #109)
- 1975.: Heart of Hearts (US #108)
- 1975.: The Bobby Vinton Show (US #161)
- 1976.: Serenades of Love
- 1976.: Party Music ~~ 20 Hits
- 1977.: The Name Is Love (US #183)
- 1979.: 100 Memories
- 1980.: Encore
- 1987.: Santa Must Be Polish
- 1988.: Bobby Vinton
- 1989.: Timeless
- 1990.: Great Songs of Christmas
- 1992.: As Time Goes By (s Georgom Burnsom)

## Vanjske poveznice
- Službena stranica Bobbyja Vintona
- Japanese fan site